# Daddy's Boy
Daddy's boy (titulado Niño de papá en Argentina y España y Lazos familiares en México) es el quinto episodio de la segunda temporada de la serie estadounidense House M. D.. Fue estrenado el 8 de noviembre de 2005 en Estados Unidos y emitido el 2 de mayo de 2006 en España.
Carnell Hall, que se acaba de licenciar en Princeton, celebra con su padre su graduación. Esa noche, en una fiesta de despedida con sus amigos de la universidad, Carnell bebe mucho y de repente empieza a sentir unos horribles shocks eléctricos a lo largo de su médula espinal. El diagnóstico se ve dificultado porque a la historia clínica le faltan datos debido a los ocultamientos, tanto del padre como del hijo. Mientras, House trata de no encontrarse con sus padres, que están en la ciudad durante unas pocas horas, ya que tiene una pésima relación con su padre. House se compra una moto Honda CBR1000RR Fireblade Repsol.
El capítulo había sido originalmente titulado The Graduate (El graduado).

## Sinopsis
Daddy's boy es una expresión estadounidense para referirse al orgullo y la identificación que un padre siente por su hijo. Es equivalente a decir "ese es mi hijo" o "hijo de tigre". En el capítulo la frase se relaciona tanto con el caso principal como con la relación entre House y su padre.

### Caso principal
Carnell Hall, que se acaba de licenciar en la Universidad de Princeton (Nueva Jersey), celebra con su padre su graduación. Esa noche, en una fiesta de despedida con sus amigos de la universidad, Carnell bebe mucho y de repente empieza a sufrir horribles shocks eléctricos a lo largo de su médula espinal.
En la primera reunión del equipo de diagnóstico, convocada por Wilson, se descartan todas las causas posibles. La orden de House es por lo tanto encontrar los datos que faltan. Cameron hurga en los antecedentes familiares hasta sus abuelos y a House le llama la atención que la madre muriera en un accidente de auto quince años atrás, luego de girar bruscamente en un camino recto y seco, a plena luz del día. Podría ser una neurofibromatosis tipo 2 (NF2), de origen genético. Para verificarlo ordena realizar un estudio de ADN del brazo largo del cromosoma 22, que es el que afecta esa enfermedad.
Mientras están tomando la muestra de ADN el paciente sufre la parálisis del esfínter, que lo hace defecar sin notarlo. El examen de ADN resulta negativo y Foreman considera que el nuevo síntoma indica síndrome de Miller-Fischer (SMF), la variante más común del Síndrome de Guillain-Barré, que Chase descarta porque en la materia fecal no se encontró el bacilo C. jejuni. A House, que suele estar atento a la conducta de los pacientes y sus familiares, le llama la atención que el padre de Carnell le contara a su hijo una versión diferente del accidente en el que perdió la vida su madre, con el aparente fin de protegerlo de los riesgos de conducir ("nos mienten porque nos aman"). House se interesa también por saber si la forma en que defecó el paciente fue "explosiva" o "efusiva". Foreman, ayudado por su especialidad de neurólogo, identifica la afección como mielitis transversa, un trastorno neurológico causado por un proceso inflamatorio de la sustancia gris y blanca de la médula espinal. 
Ahora hay que identificar la causa. Los estudios descartan cáncer y esclerosis múltiple, así que solo queda una infección. Pero Cameron y Chase señalan que no hay fiebre y que los análisis de sangre y líquido cefalorraquídeo no registraron infección. Foreman sugiere entonces que la infección podría ya no estar pero permanecer en la "memoria", aludiendo a la mímica molecular, un raro fenómeno autoinmune que entusiasma a House. Manda a analizar el nivel de inmunoglobulinas y a realizar una electroforesis.
El joven aprovecha que su padre está fuera de la habitación para contarles a Chase y Foreman que un mes atrás viajó a Jamaica. Chase -que consumió drogas de adolescente- señala que seguramente fumó marihuana y podría estar envenenado por algún pesticida utilizado en el cultivo de la planta. House comparte la suposición y ordena suministrarle pralidoxima, para ver que pasa. Foreman está en desacuerdo porque no hay fundamento alguno para sostener la hipótesis del envenenamiento. 
Al principio el paciente mejora, pero luego vuelve a empeorar, manifestando una fiebre muy alta. House ordena administrarle un antibiótico de amplio espectro y realizar una IRM de las regiones cérvico-torácica y lumbar de la columna vertebral, con cortes FSE-TE. También le dice a Cameron que averigüe si los amigos del paciente con los que viajó a Jamaica tienen síntomas.
Cameron descubre que uno de los amigos, Taddy, tiene una erupción en la ingle. El síntoma es extraño y a House le parece sospechoso que dos de los viajeros tengan síntomas inexplicables y le pide que traiga al amigo para examinarlo. Mientras tanto Carnell sufre un nuevo ataque, esta vez abdominal, al perforarse el colon sigmoideo. Taddy comienza a vomitar sangre y es internado en el hospital. Interrogado durante la emergencia por House, Taddy menciona ocasionalmente que Carnell trabajó en las vacaciones en la chatarrería de su padre. Pero House recuerda que su padre había informado que tenía una empresa de construcción. House sospecha inmediatamente y le pregunta si Carnell no estuvo en contacto con algún objeto extraño, "bobina, metal pesado en cada extremo, envase de plomo, quizás con una tapa". El padre menciona entonces un regalo que le hizo, una especie de plomada para pescar, que puso en su llavero. Es radiactiva. House la localiza con un contador Geiger en la mochila del paciente y pide que llamen a los "chicos en pijamas de plomo".
La plomada era parte de un dispositivo radioactivo utilizado para realizar exploraciones geológicas para localizar depósitos subterráneos de agua, que fue arrojado a la basura irresponsablemente. La radiación ha afectado a Carnell, su padre y su amigo, pero aquel registra una exposición mucho mayor, que Foreman explica como "equivalente a 70.000 radiografías de tórax". Su sistema inmunitario está destruido, a la vez que tiene un tumor en la médula espinal, que obliga a realizar una riesgosa operación debido a la falta de defensas. El pronóstico final es negativo y es muy poco probable que Carnell pueda sobrevivir a las infecciones.
Al final Carnell le confiesa a su padre que tiene miedo y le pide que le diga la verdad sobre su estado de salud. El padre le dice que va a estar bien.

### Relaciones entre los personajes

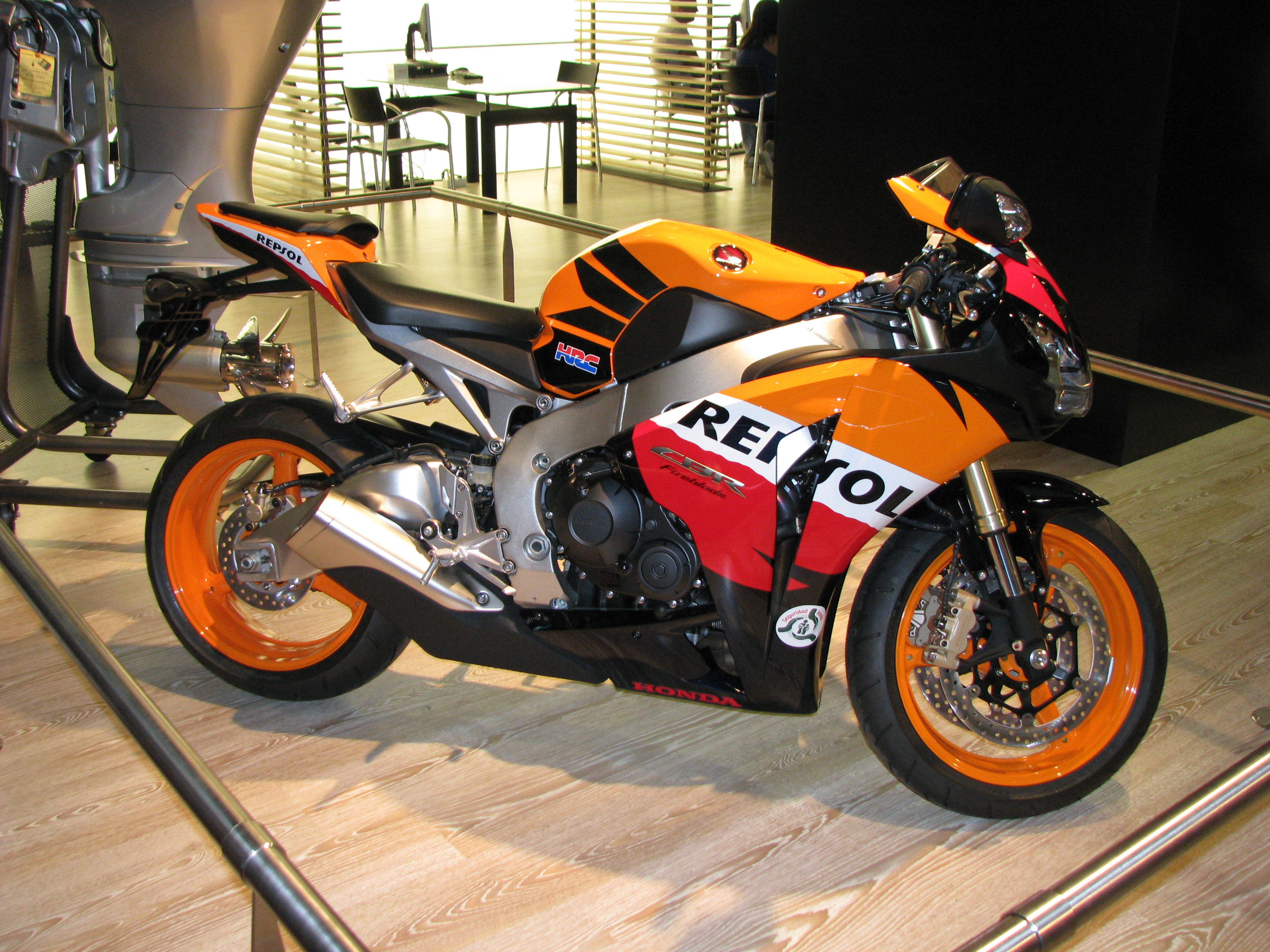
Honda CBR1000RR Fireblade Repsol SE, idéntica a la que se compró House.

En este capítulo House se compra una moto y recibe la visita de sus padres. La moto es una Honda CBR1000RR Fireblade, modelo 2005, con los colores de Repsol y está relacionada la movilización emocional que le produjo el caso de Andie, la niña de 9 años con cáncer terminal que atendió dos capítulos atrás (ver Autopsia). Para comprarla le pidió 5.000 dólares a Wilson, una actitud que este considera abusiva. Sin embargo House no necesitaba el préstamo de su amigo y simplemente estaba realizando un experimento, pidiéndole más y más dinero durante el último año, para ver hasta dónde podía llegar.
Los padres de House se encuentran en la ciudad por unas pocas horas. House decide no verlos porque había quedado en cenar con Wilson, pero Cameron logra que Wilson invite también a los padres a la cena. House le confía a Cuddy que odia a su padre. Finalmente se encuentran los tres en el bar del hospital y House le cuenta a su padre que acaba de comprarse una moto. Este le responde con un reproche, sugiriendo que podría tener un accidente y le dice: "¿Sabes cuál es tu problema, Greg? No sabes lo afortunado que eres". Luego, House, emocionalmente afectado, le cuenta a Cameron que su madre es como todas las madres, pero su padre es un moralista ("la brújula moral demente") que no se "permite mentirle a nadie sobre nada": "una cualidad de porquería para un padre". 
La relación de House y su padre es tratada extensamente en la quinta temporada en el capítulo "Marcas de nacimiento" (5-04). 
Wilson está teniendo problemas matrimoniales y su esposa (la tercera) no le habla.

## Diagnóstico
Envenenamiento por radiactividad, causante de la destrucción del sistema inmunitario y de un angioma cavernoso en la columna vertebral.

## Citas
(House atiende el teléfono durante una reunión del equipo de diagnóstico)
- House: ¿Hola?... ¡Hola Má! Mira, ehhhh, tengo una cena de negocios el jueves a la noche, no puedo evitarla. Lo sé, yo también tengo muchas ganas de verte. Uhhh, realmente, ¿puedo llamarte luego? En este momento estoy en una reunión. Bueno, gracias. (El equipo se ve confundido y House cuelga el teléfono).
- Cameron: ¿Quién era esa?
- House: ¡Angelina Jolie! Le digo Má. ¿A quién le parece que eso es sexy?.[2]